# Loria
Loria (Lòria in veneto) è un comune italiano di 9 231 abitanti della provincia di Treviso in Veneto.

## Geografia fisica
Il territorio del comune risulta compreso tra i 44,8 e i 90,5 metri sul livello del mare ed è situato all'estremità ovest della provincia di Treviso. Confina a sud con la provincia di Padova e a ovest con quella di Vicenza. Dista circa 35 km dalle città capoluogo delle tre province sopra citate e di 10 minuti d'auto da centri di notevole interesse turistico locale come Castelfranco Veneto, Asolo, Bassano del Grappa, Cittadella e Marostica.
È attraversato dal torrente Musone.

## Origini del nome
Il toponimo sembra derivare dal personale latino Aurelia e la L iniziale potrebbe essere la traccia di un articolo (l'Oria). Il legame con la via Aurelia, che ha dato sicuramente il nome a Loreggia, non è scontato poiché questa strada non attraversa il paese. Più verosimilmente si tratta di un prediale dal nome della proprietaria del luogo.
Non è chiaro se l'Aurilia citata nel 972 in un diploma di Ottone I indichi Loria o Loreggia; se si trattasse della prima, sarebbe questa la più antica attestazione del toponimo.
Successivamente compaiono le forme Lorgna (1175), Lorlea (1221), Lorlia (1223) e Lorgla (1269) che suggeriscono un'antica pronuncia di tipo palatale (Lorlja).

## Storia
Dopo la caduta dell'impero romano il territorio di Loria segue le vicende di tutti i paesi attorno ovvero il susseguirsi delle varie dominazioni e regni romano barbarici prima fino a giungere all'alto medioevo.
Loria e tutte le sue frazioni sono tra le località coinvolte nelle vicende che, tra l'XI secolo e il XIII secolo, videro come protagonista la potente famiglia degli Ezzelini. I centri sono citati nel computo delle molte proprietà della casata, stilato dopo la sua sconfitta avvenuta nel 1260.
Nel 1754 il villaggio di Loria fu teatro di un misterioso fenomeno naturale, i cosiddetti «fuochi incendiari», che provocarono oltre 80 incendi di abitazioni, casoni, siepi nell'arco dei mesi primaverili. Il fenomeno si manifestava fin dai primi anno del Settecento nei villaggi circostanti di Ramon, Godego, Rossano, Galliera e aveva attirato l'attenzione di studiosi ed eruditi del tempo. Da ultimo vi aveva dedicata attenzione anche Scipione Maffei nel tentativo di individuare una spiegazione razionale al fenomeno.

### Simboli
Lo stemma è stato concesso con regio decreto del 23 giugno 1927 ed è composto da tre fiammelle che ricordano il fenomeno dei fuochi incendiari che nel '700 resero famoso il territorio. Lo scudo, come di regola, è circondato da un ramo di alloro e uno di quercia ed è timbrato dalla corona araldica di Comune.
Il gonfalone è un drappo di bianco.

## Monumenti e luoghi d'interesse

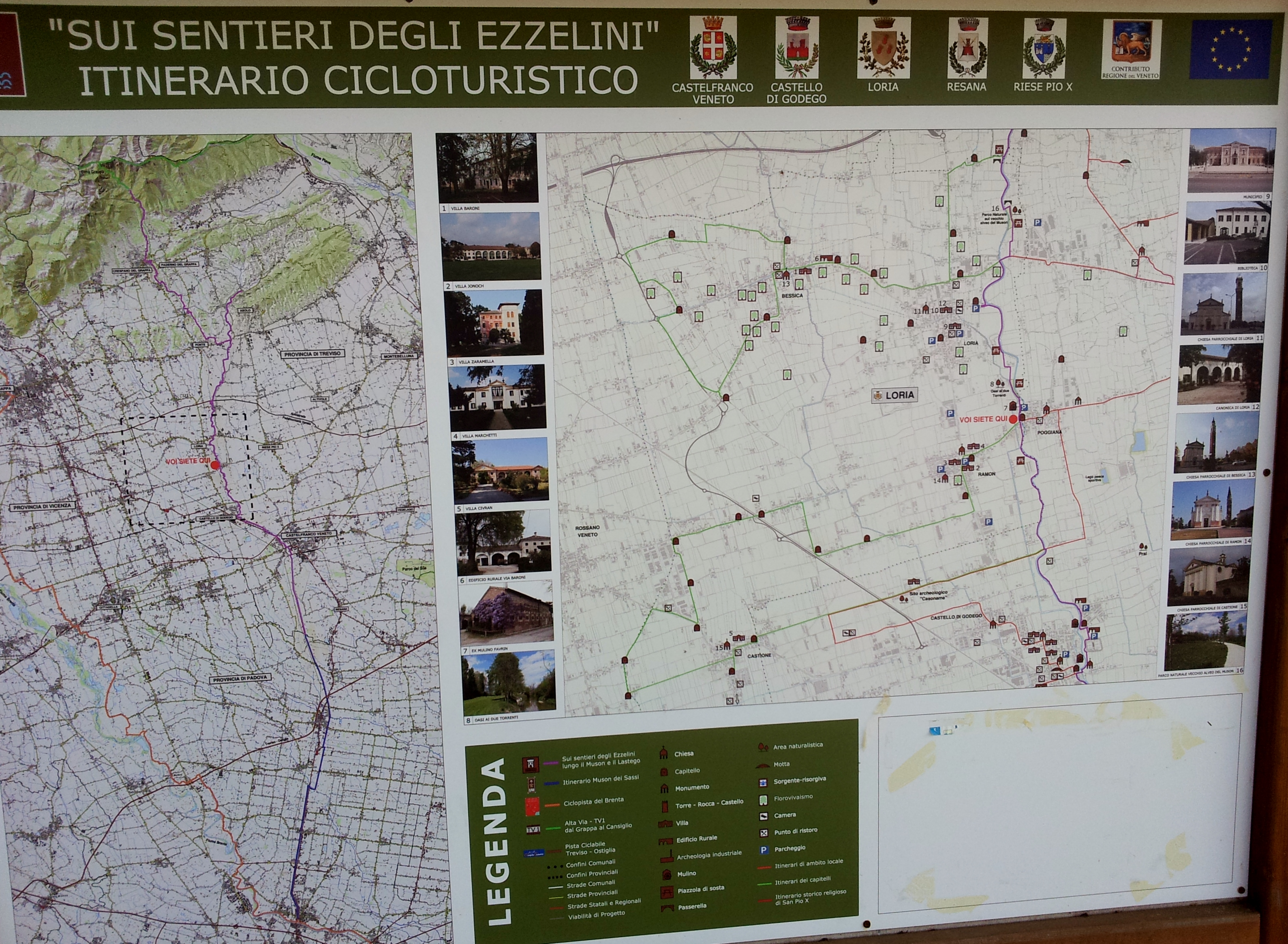
Cartina dell'itinerario cicloturistico "Sui sentieri degli Ezzelini"

### Parco naturale del Muson
Il parco naturale sul vecchio alveo del Muson è un'area di 47000 km² localizzata all'interno della pista ciclopedonale Sui sentieri degli Ezzelini.

### Oasi ai due torrenti
L'oasi ai due torrenti è un tratto dell'itinerario cicloturistico "Sui sentieri degli Ezzelini" situato lungo i corsi d'acqua del Muson e Musonello.

### Chiese
La chiesa di San Bartolomeo (1600-1777), conserva una tela di Volpato da Bassano, due angeli marmorei di Marchiori Da Caviola, una Deposizione attribuita al bellunese Giovan Battista Lazzarini (1711-1791) e una pala del Seicento di Giovan Battista Novello; il soffitto è stato affrescato da Noè Bordignon nel 1884.

### Municipio

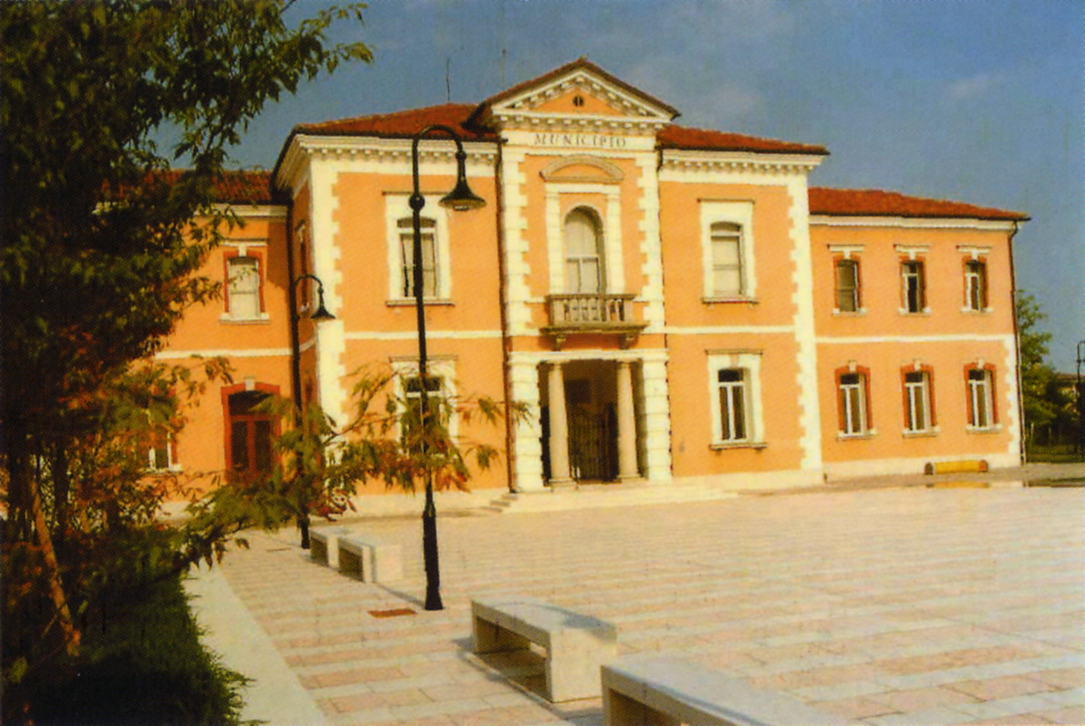
Facciata del Municipio

### Ville
Nella frazione di Castione la villa Civran Manfrin fu costruita nel XVII secolo dalla famiglia veneziana Civran. Dal 2017 di proprietà di privati, attualmente è stata posta in vendita dalla Congregazione dei Padri Missionari della Santa Famiglia e necessita di manutenzione e restauri.

## Società

### Evoluzione demografica
Abitanti censiti

### Etnie e minoranze straniere
Al 31 dicembre 2017 gli stranieri residenti nel comune erano 1 031, ovvero l'11,0% della popolazione. Di seguito sono riportati i gruppi più consistenti:
1. Romania: 613
2. Marocco: 84
3. Ghana: 72
4. Macedonia del Nord: 52
5. Senegal: 34
6. Albania: 25
7. Croazia: 23
8. Cina: 21

## Cultura

### Eventi
- Alla fine di agosto si tiene la sagra di San Bartolomeo
- A fine maggio c'è la sagra del capitello di Santa Maria Ausiliatrice
- Ogni mercoledì mattina dietro al municipio si tiene il mercato comunale
- A dicembre si tengono i mercatini di Natale

## Amministrazione

### Sindaci dal 1946
| Periodo | Periodo   | Primo cittadino       | Partito                                                                                    | Carica           | Note   |
| ------- | --------- | --------------------- | ------------------------------------------------------------------------------------------ | ---------------- | ------ |
| 1946    | 1954      | Giovanni Zandonà      | Democrazia Cristiana                                                                       | Sindaco          |        |
| 1954    | 1956      | Lino Nervo            | Democrazia Cristiana                                                                       | Sindaco          |        |
| 1956    | 1970      | Giuseppe Alberton     | Democrazia Cristiana                                                                       | Sindaco          |        |
| 1970    | 1972      | Achille Piva          | Democrazia Cristiana                                                                       | Sindaco          |        |
| 1972    | 1975      | Antonio Pellizzari    | Democrazia Cristiana                                                                       | Sindaco          |        |
| 1975    | 1980      | Lino Pellizzari       | Democrazia Cristiana                                                                       | Sindaco          |        |
| 1980    | 1981      | Ferruccio Facchinello | Democrazia Cristiana                                                                       | Sindaco          |        |
| 1981    | 1985      | Camillo Caon          | Democrazia Cristiana                                                                       | Sindaco          |        |
| 1985    | 1995      | Fausto Favaro         | Democrazia Cristiana                                                                       | Sindaco          |        |
| 1995    | 2004      | Giuliano Faggion      | LN - PPI (1995-99) Lista civica di centro-destra "Lavorare Insieme Per Crescere" (1999-04) | Sindaco          | [ 11 ] |
| 2004    | 2014      | Roberto Vendrasco     | Lista civica di centro-destra "Lavorare Insieme Per Crescere"                              | Sindaco          | [ 12 ] |
| 2014    | 2019      | Silvano Marchiori     | Lista civica di centro-destra "Lavorare Insieme"                                           | Sindaco          | [ 13 ] |
| 2019    | 2019      | Carlo Alberton        | Lista civica di centro-destra "Lavorare Insieme"                                           | Vicesindaco f.f. |        |
| 2019    | 2024      | Simone Baggio         | Lega - "Impegno Comune"                                                                    | Sindaco          |        |
| 2024    | in carica | Alberto Battistella   | Lista civica di centro-destra "Impegno Comune"                                             | Sindaco          |        |

### Gemellaggi
Loria è gemellata con 3 città del mondo
- Pando
- Bressols, dal 4 settembre 2006[15]
- Guelph

### Altre informazioni amministrative
La circoscrizione territoriale ha subito le seguenti modifiche: nel 1868 distacco della frazione Castione aggregata al comune di Castello di Godego; nel 1887 riaggregazione della stessa frazione Castione staccata dal comune di Castello di Godego (Censimento 1881: pop. res. 377).

## Sport

### Società sportive
- Eurogiorgione: calcio a 5
- Unione Ciclistica Loria: ciclismo
- A.S.D.  Calcio Loria 96: calcio
- Volley Bessica ASD: pallavolo

## Galleria d'immagini

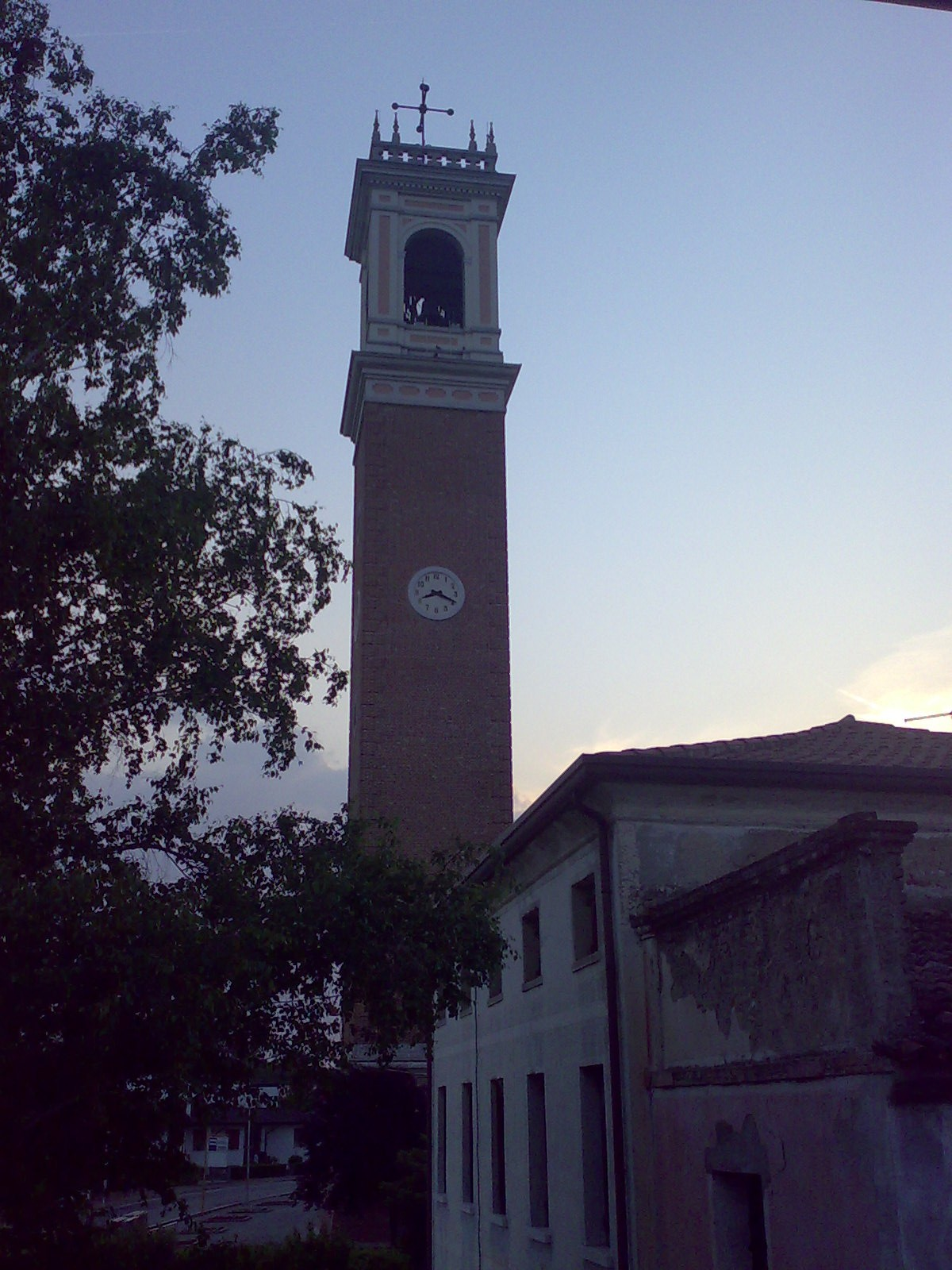
Il campanile
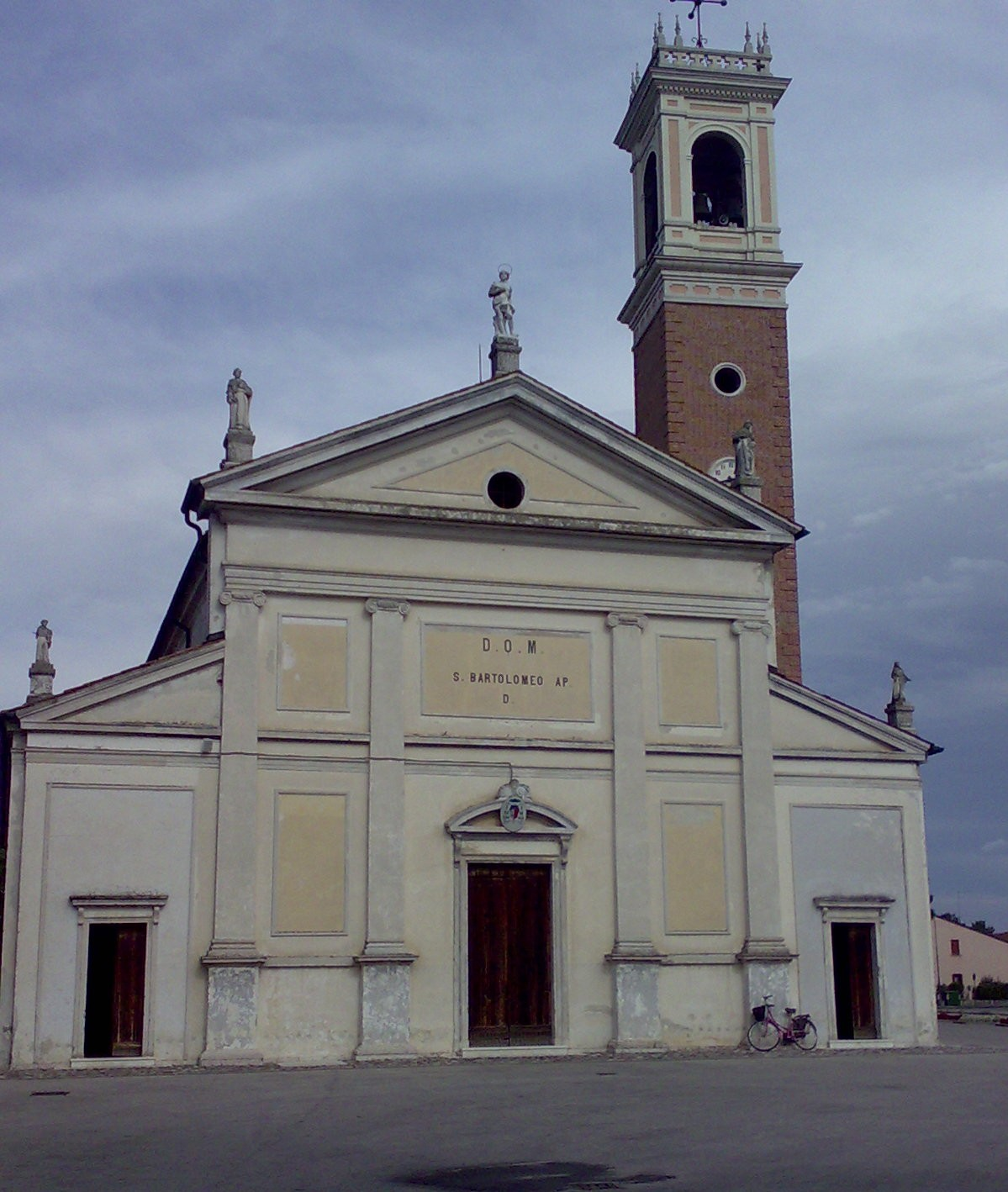
Facciata della chiesa di Loria